# عران
عران (به عربی: عران) یک روستا در سوریه است که در ناحیه تادف واقع شده‌است. عران ۴٬۱۳۵ نفر جمعیت دارد.